# Helmovka louhová
Helmovka louhová (Mycena stipata) je druh houby z čeledi helmovkovité (Mycenaceae).

## Znaky
Klobouk je kuželovitý nebo zvoncový, 1–3 cm široký, výrazně radiálně rýhovaný, hrbol je tmavší, než zbytek klobouku. V místech poškození mírně tmavne. Okraje jsou bíle lemované. Pokožka je, v závislosti na stáří plodnice, zbarvena různě tmavými odstíny hnědé.
Lupeny jsou břichaté (vykukují zpod klobouku), bílé, na klobouku řídce uspořádané. Výtrusný prach je bílý.
Třeň je 5–7 cm dlouhý, dutý, válcovitý, tenký, stejného zbarvení co klobouk, báze je ojíněná.
Dužnina tenká, křehká, šťavnatá, voní po louhu (některé zdroje zmiňují podobnost se čpavkem či kyselinou dusičnou).
Nepříjemný, louh připomínající zápach je způsobený v myceliu obsaženou směsí chlorovaných fenolů. To bylo dokázáno pokusem, kdy byl do vzorku mycelia přidán bromid – produktem reakce byly bromované fenoly. Předpokládá se, že přítomnost těchto látek (zejména jejich nepříjemný odor) využívá helmovka louhová jako formu obranného mechanismu.

## Užití
Nejedlý druh.

## Ekologie
Tato helmovka roste od jara do podzimu na trouchnivějícím dřevě jehličnanů (preferuje smrky). Vyskytuje se výhradně v trsech.

## Rozšíření
Výskyt tohoto druhu byl pozorován v oblastech Severní Ameriky, Evropy, Japonska, Tchaj-wanu, Ruska a Islandu.

## Galerie

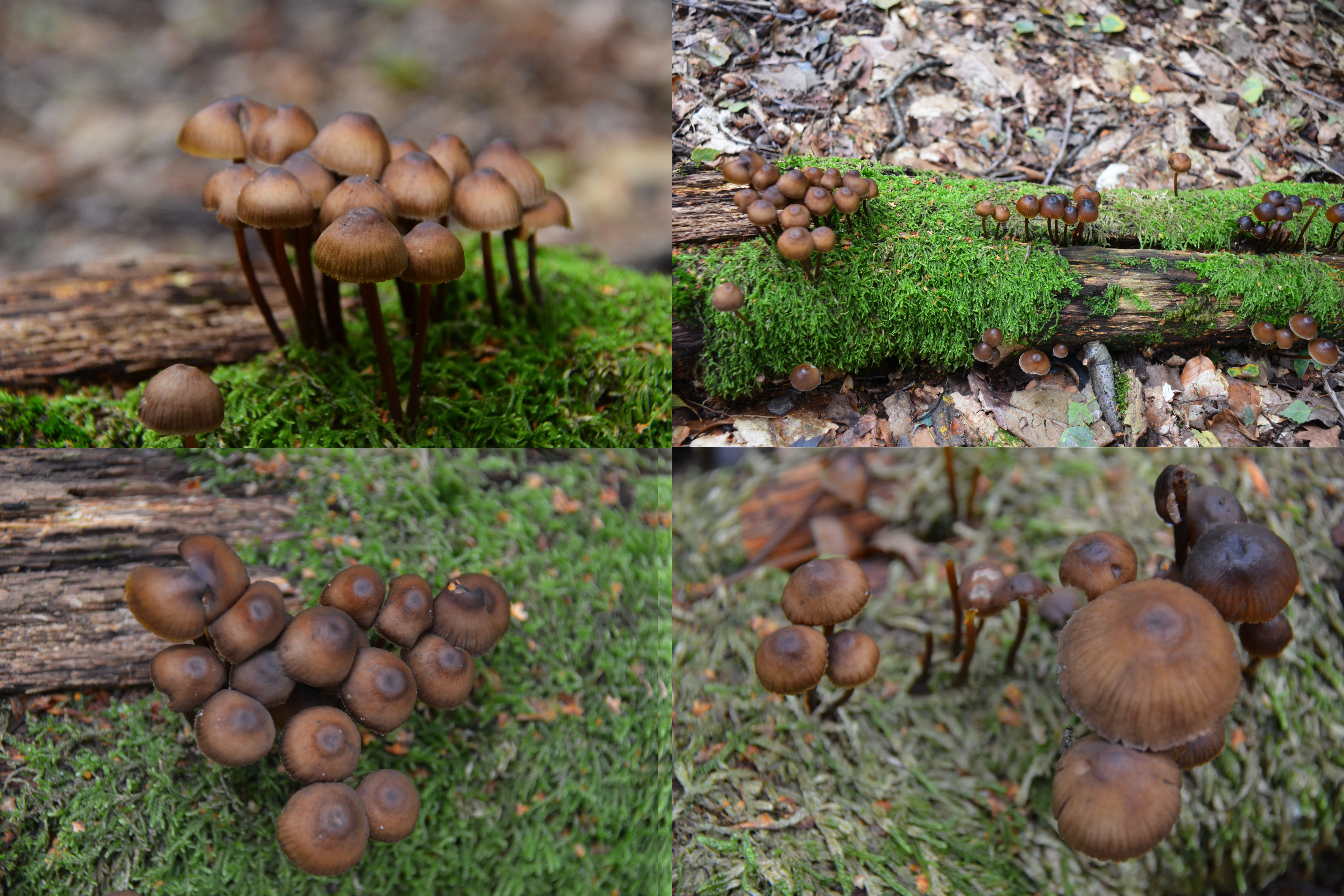
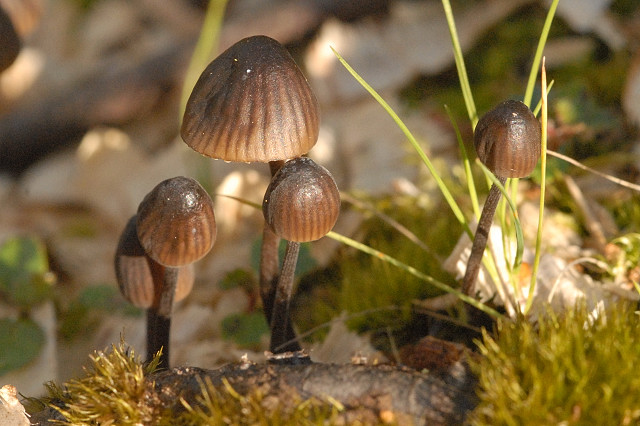
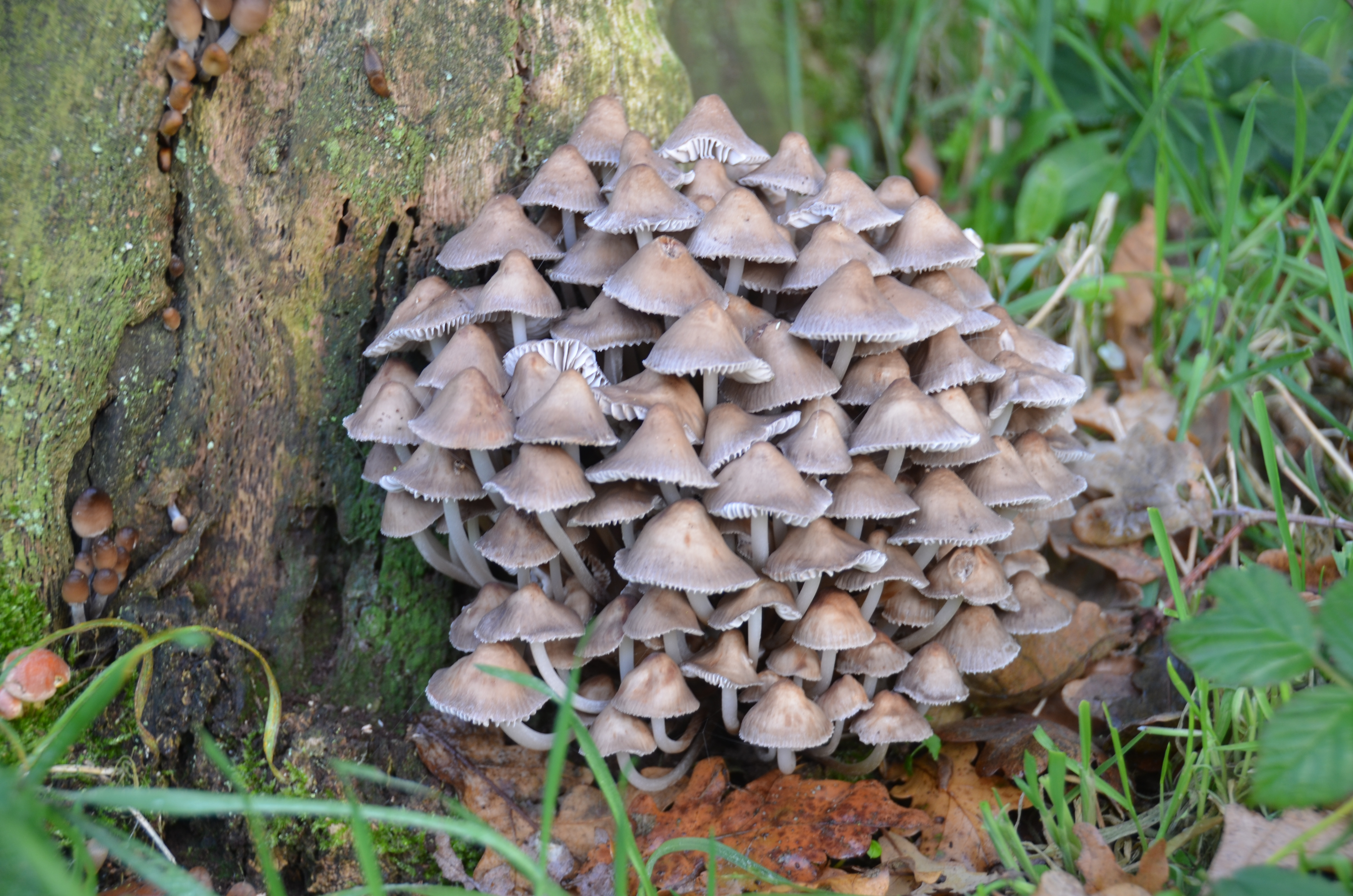
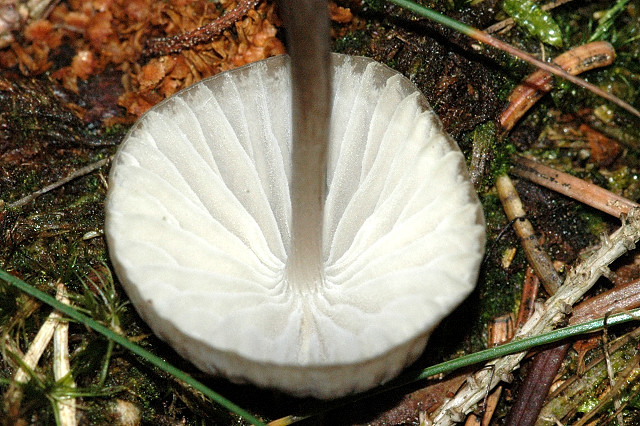

## Možnost záměny
- Helmovka zelenobřitá (Mycena viridimarginata) – liší se olivovým nádechem plodnice
- Helmovka smrková (Mycena silvae-nigrae) – liší se solitérním růstem plodnic
- Helmovka šiškomilná (Mycena strobilicola) – liší se růstem na šiškách
- Helmovka ojíněná (Mycena leptocephala) – liší se růstem na opadu / napadaných větvičkách
- Helmovka skvrnitá (Mycena maculata)[3][2]